# Vlasulja
Vlasulja (v srbské cyrilici Власуља) je hora v Bosně a Hercegovině. Přesněji se nachází v blízkosti města Foča v Republice srbské. Její výška činí 2314 m a je nejvyšším vrcholem v pohoří Volujak. V jejím blízkosti se také nachází Bosanski Maglić, nejvyšší vrchol Bosny a Hercegoviny a i Republiky srbské. Několik set metrů jihovýchodně od vrcholku se pak nachází hranice nedaleké Černé Hory.
Název hory v češtině doslova znamená paruku.